# 窟外集結
窟外集結，又稱界外集結，佛教術語，意指在王舍城七葉窟外發起的集結，漢傳佛教傳說稱大眾部起源於此次結集，這次集結的內容多數被歸入論藏及雜藏之中，大乘佛教許多經典也被認為起源於此次集結。窟外集結一般相信是一個不可靠的傳說。

## 歷史考證
根據漢傳佛教的傳說，釋迦牟尼佛涅盤後，大迦葉尊者與五百羅漢發動第一次集結。相傳，未參加七葉窟集結的弟子，發動了另一次集結，此為大眾部的起源，這次傳說中的集結，稱為窟外集結。
窟外集結的傳說，不見於經藏與律藏，不確定這個傳說的起源為何。有傳聞十大弟子富樓那尊者帶領了窟外集結，但是富樓那尊者在釋迦牟尼在世時，已先於佛陀圓寂，不可能參加王舍城集結
在南傳佛教《島史》傳說中，在第二次集結之後，東方比丘集合一萬人進行另一個集結，稱為大結集（大結集為大集結的意思），成為大眾部的起源。有學者認為，窟外集結的傳說可能起源於大集結。